# Puerulus velutinus
Puerulus velutinus är en kräftdjursart som beskrevs av Lipke Bijdeley Holthuis 1963. Puerulus velutinus ingår i släktet Puerulus och familjen Palinuridae. IUCN kategoriserar arten globalt som livskraftig. Inga underarter finns listade i Catalogue of Life.